# Panská vyhlídka (hrad)
Panská vyhlídka je zcela zaniklý hrad, který stával na vrcholu Kotouč, nad Štramberkem. Dnes je místo odtěženo.

## Historie
Doba existence hradu není známa, nicméně se předpokládá, že je totožná s existencí nedalekého hradu Jurův kámen. Jednalo by se tedy o druhou polovinu 13. století a 14. století. V roce 1956 zde byly nalezeny různé bronzové předměty, takže je možné, je místo bylo osídleny již dříve.

## Popis
Hrad stával na vyvýšenině, chráněný ze tří stran srázem prudce spadajícím do údolí. Na východě jej pak chránil 5 metrů široký příkop s valem, jehož součástí byl hrbolek, snad pozůstatek po věžovitém objektu. Celý hradní areál byl 54 metrů dlouhý a 16 metrů široký. Při jeho patě stával kostelík.
Nedaleko kostelíku, přímo pod hradem Jurův kámen, stávala osada Plaňava. Dodnes není zcela zřejmé, ke kterému z hradů náležela.